# История на географията в България
Географски знания за българите, земите които обитават, и политическия обхват на България като понятие, съществуват още от възникването на т.нар. Дунавска България. Сведения за това се черпят предимно от византийски автори.
До Освобождението методологично и систематично, възникването и развитието на българската географска наука касае българското землище, понеже България като държавно-политическо понятие не съществува.
Българската география като научна дисциплина възниква през първата половина на XIX век в рамките на българското възраждане. Тя е функция и на развитието на географията като наука, отразявайки нивото на географското познание в европейските страни по това време.

## Първа българска география
За първи български учебник по география се приема петата част от издаденото през 1835 г. в Крагуевац – Славеноболгарское детеводство, а именно Краткое политическое землеописание за обучение на болгарското младенчество. Това е и първото самостоятелно съчинение по география на български език. В него оригинална е единствено частта за българските земи.
Вторият български учебник по география под заглавие „Общое землеописание“ е издаден в Смирна през 1843 г. от Константин Фотинов.
До Освобождението излизат и други български учебници по география, сред които три издадени от д-р Иван Богоров, както и редица регионални описания на български селища и краища.

## Първа българска географска карта
Александър Хаджи Руссет издава в Страсбург през 1843 г. първата българска географска карта под името „Карта на сегашна България, Тракия, Македония и на принадлежащите земи“.
Първата българска географска карта, която е отпечатана в българските земи е дело на Димитър Ангелидеф и излиза в Пловдив през 1862 г.
До Освобождението излизат през 60-те години на XIX век под издателството на Христо Данов във Виена стенни учебни карти за континентите и първите български атласи – „Землеописателен учебен атлас“, който съдържа 24 географски карти и „Малък учебен атлас“ с 9 географски карти.
По време на руско-турска война (1877 – 1878) е изготвена от руски военни топографи първата топографска карта на българските земи, която е издадена непосредствено след Освобождението.

## Първи български глобус
През 40-те години на XIX век е изработен от Неофит Рилски и първият български глобус в мащаб 1:54 500 000. Той се съхранява в Рилския манастир.

## Чужди автори
До Освобождението излиза немалко географска информация за природата, населението и стопанството на българските земи и градове под перото на редица небългарски автори, предимно европейски учени и пътешественици. В научен смисъл интерес представлява изследването на френския географ и геолог Ами Буе, плод на пътешестването му в продължение на 3 години (1836 -1838) в Тракия, Мизия и Македония, т.е. в областите считани традиционно в исторически план за изконно български етнографски. През 1840 г. в Париж излиза труда на Буе озаглавен – „Европейска Турция“.
Вторият труд с научно значение за историята на географската наука за България е на унгарския изследовател Феликс Каниц. Това е тритомната „Дунавска България и Балкана“, излязла в Лайпциг през годините 1875 – 1879. В този труд се разглеждат етнографските особености на българските земи и спецификата на народното стопанство.

## Географска история на Царство България
През 1898 г. е създадена първата катедра по география и етнография към историко-юридическия факултет към Софийското висше училище – Софийски университет.
Развитието на съвременната българска географска наука започва най-вече под въздействието на антропогеографията. Пръв ръководител на катедрата по география и етнография е приемания за „патриарх на българската географска наука“ – Анастас Иширков.
До деветосептемврийския преврат българската географска наука се формира основно под влияние на нерешения и прекършен от Ньойски договор национален идеал на обединението, с леко импресионалистични шарки. Почти всички известни български учени-географи от този период са ученици на Анастас Иширков.

## Географска история на Народна република България
Друг акцент през този географско-исторически период е развитието на икономическата география.